# لين روسي
لين روسي (بالإنجليزية: Len Rossi)‏ هو مصارع محترف أمريكي، ولد في 24 سبتمبر 1930 في أوتيكا في الولايات المتحدة.

## روابط خارجية
- لين روسي على موقع CageMatch worker (الإنجليزية)